# Småborgerlighet
Småborgerlighet (av franska petite bourgeoisie) avser medlemmar av den lägre medelklassen som betraktades som borgerlighetens tjänare som i sin tur betraktades som aristokratins tjänare.
Termen användes av Karl Marx och efter honom av marxistiska teoretiker för att beteckna den samhällsgrupp av affärsägare och utbildad medelklass som varken hörde till dem vars enda utkomst var fysiskt arbete – arbetarklassen och proletariatet – eller de som ägde produktionsmedlen – borgerligheten och kapitalisterna. Liksom de senare ägde de visserligen sin affärsrörelse och köpte andras arbete men, till skillnad från dem, arbetade de tillsammans med sina anställda och kunde inte genom sitt ägande utöva någon social kontroll.
I synnerhet Vladimir Lenin bekämpade vad han såg som "småborgerliga" tänkesätt inom arbetarrörelsen.